# Los claros motivos del deseo
Los claros motivos del deseo es una película dramática española estrenada en 1977. Es el tercer largometraje de Miguel Picazo.

## Argumento
A través de la obsesión de Andrea por Javi, la película narra el despertar sexual de unos adolescentes, en un ambiente provinciano marcado por una fuerte represión moral. 
La película fue rodada en Guadalajara y Madrid.
- Datos: Q73716978